# 田中美久 (HKT48)
田中美久（日语：／ Tanaka Miku */?，2001年9月12日—）是日本女藝人，為女子偶像團體HKT48 Team KIV前成員，熊本縣出身，所屬經紀公司為am。2013年以HKT48三期生身分出道。2023年12月29日自HKT48畢業。

## 經歷
在小學五年級時，田中因為各種節目中看到AKB48，因此而得到了笑容與幸福，所以想說「這次換我來」（次は私が），並以離家鄉熊本最近的HKT48作為目標，加上憧憬大島優子，決定報名參加HKT48三期生的徵選。加入HKT48後，和母親、祖母一起從熊本搬到福岡居住並轉學，而父親則獨自留在熊本老家。
2013年8月4日，於HKT48三期生徵選會中合格。11月2日，於HKT48 向日葵組「正在恋爱中」公演中，作為HKT48三期生一員首次亮相，並擔當小組曲目「純情主義」的伴舞。12月15日，出演HKT48研究生「脑内天堂」公演，于剧场公演出道。
2014年2月8日，於長崎縣长崎砖瓦会馆舉行的「HKT48九州7縣巡演～和可愛的孩子們一起旅行～」的晝公演中，發表HKT48第三張單曲《櫻花，大家一起來品嚐》選拔成員名單，為田中首次進入選拔。2月24日，於DiverCity東京舉行的「AKB48集團大組閣祭」中，獲宣布升格為Team H成員。4月，單獨出演家鄉熊本縣當地報紙《熊本日日新聞》的廣告。
2015年3月25日，於埼玉超級競技場舉行的「AKB48年輕成員全國巡迴演唱會～未來是由現在構成的～」中，宣布和矢吹奈子、大和田南那、川本紗矢、谷口惠、向井地美音、村山彩希共同組成「小蝸牛Chu!」。
2016年6月6日，在「AKB48第45張單曲選拔總選舉」以21,009票獲得第45名，首次進入圈內，為「Nexr Girls」，亦是在80名以內的最年少成員。8月20日，成為雜誌《LOVE Berry》的專屬模特兒。
2017年1月12日，成為熊本縣蘆北町的「蘆北親善大使」。3月，從中學畢業。6月17日，在「AKB48第49張單曲選拔總選舉」中以28,355票獲得第28名，為「Under Girls」。11月22日發行的AKB48第50張單曲《11月的腳鏈》，首次進入AKB48單曲選拔。
2018年3月31日，於埼玉超級競技場舉行的演唱會「HKT48春季巡演2018～這就是博多的做法！～」中，獲宣布和矢吹奈子共同擔任HKT48第11張單曲《快進的日曆》的Center，這是田中初次擔任HKT48單曲的Center。6月1日，於HKT48官方YouTube頻道公開由田中作詞的獨唱曲《我的故鄉》（わたしのふるさと）的音樂錄影帶，表達對熊本的感謝和對地震災區的支援。6月16日，於「AKB48第53張單曲世界選拔總選舉」中以50,175票獲得第10名，第一次成為總選舉的單曲選拔成員。7月9日，首次於東京巨蛋舉辦的日本職棒比賽（福岡軟銀鷹VS北海道日本火腿鬥士）擔任開球儀式的投手。8月3日，成為熊本市的「熊本2019應援大使」。10月11日，擔任蘆北警察署的一日警察署長。
2019年5月14日，擔任「2019年世界女子手球錦標賽」的「熊本熊手球部」的經理。
2020年1月23日，在東京巨蛋城表演廳舉行首次個人演唱會「HKT48田中美久個人演唱會～想跟大家一起Miku Mon Mon～」（HKT48田中美久ソロコンサート～みんなで一緒にみくもんもん～）。3月，從高中畢業。12月14日，HKT48被選為警察廳的电信诈骗受害防止項目組「Stop・電話詐騙47～家族羈絆作戰～」的新成員，田中與運上弘菜一起代表團體出席了福岡縣警察總部的委任儀式，並被任命為支援官。
2021年2月12日，成為熊本市親善大使。3月13日，宣布成為HKT48第14張單曲《想和你一起去某個地方》雙選拔中「燕選拔」的Center，首次單獨擔任HKT48單曲的Center。9月12日，在20歲生日當天，發行個人第一本寫真集《1/2少女》，寫真集於家鄉熊本拍攝，以1.2萬銷量取得Oricon公信榜書籍週榜寫真集部門第1位。
2022年10月16日，於幕張展覽館舉行的11周年紀念演唱會「HKT48 11th anniversary LIVE 2022 ～給未來的信息～」的第一天夜公演中，發表了被稱為「轉班」（クラス替え）的隊伍重組消息，由Team H轉移到Team KIV分隊。
2023年2023年1月12日，在《AKB48 Group新聞》主辦的獎項競賽「AKB48Group新聞48Times Award 2022」中，由於在寫真領域的特別突出表現，獲得了僅次於「MVP」的「MIP」獎，該獎項授予2022年度內最為活躍的成員。3月4日，獲得第9屆日本封面女郎大賞的「藝能・音樂部門」大賞，同時為綜合第2位。7月15日開始播出的週六連續劇《最好的老師》，為首次單獨出演電視連續劇。8月31日，作為嘉賓出演綜藝節目《漫畫未知》（朝日電視台），並負責創作個人首部漫畫原作，之後作品完成，以《ROCK THE HOPE》為標題，於9月7日開始在BookLive平台上限時免費發布。10月12日，在Team KⅣ「天使在這裡」公演中宣布畢業，活動至年底結束，並將於隔年春季舉行畢業演唱會。12月29日，於HKT48劇場舉行畢業公演，正式從HKT48畢業。
2024年1月1日，宣布移籍經紀公司至am，並開設官方粉絲俱樂部。1月22日，宣布出演將於3月1日開始播出的電視劇《灰姑娘情結》，同時也是田中首次主演電視連續劇。3月5日，宣布擔任將於同月15日上映的美國動畫電影《飛鴨向前衝》的特別大使。3月9日，於福岡太陽宮舉行畢業演唱會「田中美久 畢業演唱會 ～滿懷10年分的感謝！大家一起Miku Mon Mon～」（田中美久 卒業コンサート ～10年分の感謝を込めて!みんなで一緒にみくもんもん～），正式結束在HKT48的所有活動。8月22日，經由綜藝節目《バズマンTV》（朝日電視台）的企劃，她負責原作的漫畫《一年後的婚紗》（1年後のウェディングドレス；作畫：椎葉きのこ）正式在BookLive平台上發布。9月12日，在23歳生日當天，發行第二本個人寫真集《隨心所欲。》（気ままに。）。。11月4日，於24年後期NHK晨間劇《御飯糰》第26集中飾演Rena，同時也是首次出演晨間劇。

## 人物
- 「美久」這個名字是取父親與母親的名字組合而來[64]。
- 為家中獨生女[65]。
- 特技是呼啦圈[1]。

### HKT48相關
- 與同學年同期的矢吹奈子組成「奈子美久」（なこみく）的組合[66][67]。

## 音樂作品
- 標註「★」符號者表示該首歌曲有拍攝MV。

### AKB48家族單曲CD
HKT48
|      | 發行日期        | 單曲名稱               | 參與歌曲名稱                   | 名義              | 收錄於 | MV | 備註                                                  |
| ---- | --------------- | ---------------------- | ------------------------------ | ----------------- | ------ | -- | ----------------------------------------------------- |
| 3rd  | 2014年03月12日  | 櫻花，大家一起來品嚐   | 櫻花，大家一起來品嚐           |                   | 全版本 | ★  | A面曲 首次進入選拔                                    |
| 3rd  | 2014年03月12日  | 櫻花，大家一起來品嚐   | 你怎么了？                     |                   | 全版本 |    |                                                       |
| 3rd  | 2014年03月12日  | 櫻花，大家一起來品嚐   | 請你記得                       | 研究生            | Type-C |    |                                                       |
| 3rd  | 2014年03月12日  | 櫻花，大家一起來品嚐   | 因为喜欢你（博多腔版）         |                   | 劇場盤 |    |                                                       |
| 4th  | 2014年09月24日  | 有所保留的我愛你！     | 有所保留的我愛你！             |                   | 全版本 | ★  | A面曲                                                 |
| 4th  | 2014年09月24日  | 有所保留的我愛你！     | 現在 正想著你                  |                   | Type-A |    |                                                       |
| 4th  | 2014年09月24日  | 有所保留的我愛你！     | 偶像的王者                     | Team H            | Type-A | ★  |                                                       |
| 4th  | 2014年09月24日  | 有所保留的我愛你！     | 傲慢的雙唇                     | 奈子美久          | Type-C | ★  |                                                       |
| 5th  | 2015年04月22日  | 12秒                   | 12秒                           |                   | 全版本 | ★  | A面曲                                                 |
| 5th  | 2015年04月22日  | 12秒                   | 人生就是摇滚                   |                   | 全版本 | ★  |                                                       |
| 5th  | 2015年04月22日  | 12秒                   | 变色龙女高中生                 | Team H            | Type-A | ★  |                                                       |
| 5th  | 2015年04月22日  | 12秒                   | 微笑爆米花                     | 爆米花孩子        | Type-C | ★  |                                                       |
| 6th  | 2015年11月25日  | 吵死了！               | 吵死了！                       |                   | 全版本 | ★  | A面曲                                                 |
| 6th  | 2015年11月25日  | 吵死了！               | 黃昏的二人車                   |                   | 全版本 |    |                                                       |
| 6th  | 2015年11月25日  | 吵死了！               | Buddy                          | Team H            | Type A | ★  |                                                       |
| 7th  | 2016年04月13日  | 給74億分之1的你        | 給74億分之1的你                |                   | 全版本 | ★  | A面曲                                                 |
| 7th  | 2016年04月13日  | 給74億分之1的你        | Chain of love                  |                   | 全版本 |    |                                                       |
| 7th  | 2016年04月13日  | 給74億分之1的你        | 愛因斯坦比戴安娜·艾格倫        | NakoMiku＆MeruMio | Type-C | ★  |                                                       |
| 8th  | 2016年09月07日  | 最棒了唷               | 最棒了唷                       |                   | 全版本 | ★  | A面曲                                                 |
| 8th  | 2016年09月07日  | 最棒了唷               | 把夜空的月亮吞下               | Team H            | Type-B | ★  |                                                       |
| 9th  | 2017年2月15日   | BUG也無妨              | 不可避免的情人                 |                   | 全版本 | ★  |                                                       |
| 9th  | 2017年2月15日   | BUG也無妨              | HKT48家族                      |                   | 剧场盘 |    |                                                       |
| 10th | 2017年08月02日  | 接吻真的只能慢慢來嗎？ | 接吻真的只能慢慢來嗎？         |                   | 全版本 | ★  | A面曲                                                 |
| 10th | 2017年08月02日  | 接吻真的只能慢慢來嗎？ | 浪漫的疾病                     |                   | 劇場盤 |    | 首次擔任歌曲Center                                    |
| 11th | 2018年05月02日  | 快進的日曆             | 快進的日曆                     |                   | 全版本 | ★  | A面曲 與矢吹奈子共同擔任Center （首次擔任單曲Center） |
| 11th | 2018年05月02日  | 快進的日曆             | 不想當成是季節的錯             |                   | 全版本 |    |                                                       |
| 11th | 2018年05月02日  | 快進的日曆             | 我的想念終有一日會化作彩虹為止 | 咲良花美久        | Type-C | ★  |                                                       |
| 12th | 2019年04月10日  | 意志                   | 意志                           |                   | 全版本 | ★  | A面曲                                                 |
| 12th | 2019年04月10日  | 意志                   | 从谁开始握手                   |                   | 全版本 |    |                                                       |
| 12th | 2019年04月10日  | 意志                   | 无论何时都在身旁               |                   | Type A | ★  |                                                       |
| 13th | 2020年04月022日 | 3-2                    | 3-2                            |                   | 全版本 | ★  | A面曲                                                 |
| 13th | 2020年04月022日 | 3-2                    | 青春的出口                     |                   | 劇場盤 |    |                                                       |
| 14th | 2021年05月12日  | 想和你一起去某個地方   | 想和你一起去某個地方           | 燕選拔            | 全版本 | ★  | A面曲 Center                                          |
| 15th | 2022年06月22日  | 沙灘涼鞋為何不見了?    | 沙灘涼鞋為何不見了?            |                   | 全版本 | ★  | A面曲                                                 |
| 16th | 2023年02月8日   | 你能做得更多           | 你能做得更多                   |                   | 全版本 | ★  | A面曲                                                 |
| 16th | 2023年02月8日   | 你能做得更多           | February這一時節               | Team KIV          | Type-B |    | Center                                                |
| 17th | 2023年12月20日  | 套個桶子吧！           | 套個桶子吧！                   |                   | 全版本 | ★  | A面曲                                                 |
| 17th | 2023年12月20日  | 套個桶子吧！           | 我們背叛了                     |                   | 全版本 |    |                                                       |

AKB48
|      | 發行日期       | 單曲名稱           | 參與歌曲名稱       | 名義        | 收錄於        | MV | 備註                        |
| ---- | -------------- | ------------------ | ------------------ | ----------- | ------------- | -- | --------------------------- |
| 38th | 2014年11月26日 | 希望無限           | 现在、Happy        | 玫瑰组      | Type-A 劇場盤 | ★  |                             |
| 39th | 2015年03月4日  | Green Flash        | 大人列車           | HKT48       | Type-H        | ★  |                             |
| 40th | 2015年05月20日 | 我們不戰鬥         | 卡夫卡与小蜗牛Chu! | 小蜗牛Chu!  | Type-B        |    |                             |
| 43rd | 2016年03月09日 | 你是旋律           | Make noise         | HKT48       | Type-C        | ★  |                             |
| 45th | 2016年08月31日 | LOVE TRIP/分享幸福 | 傳說的魚           | Next Girls  | Type B        | ★  |                             |
| 47th | 2017年03月15日 | Shoot Sign         | 轉不停的摩天輪     | HKT48       | Type-C        | ★  |                             |
| 48th | 2017年05月31日 | 空有願望           | 前兆               |             | Type-A        | ★  |                             |
| 49th | 2017年08月30日 | ＃就是喜歡你       | 拖泥帶水的愛戀     | Under Girls | Type-A        | ★  |                             |
| 50th | 2017年11月22日 | 11月的腳鏈         | 11月的腳鏈         |             | 全版本        | ★  | A面曲 初次進入AKB48單曲選拔 |
| 50th | 2017年11月22日 | 11月的腳鏈         | 法定速度與優越感   | U-17選拔    | Type-E        | ★  |                             |
| 51th | 2018年03月14日 | Ja-Ba-Ja           | Ja-Ba-Ja           |             | 全版本        | ★  | A面曲                       |
| 51th | 2018年03月14日 | Ja-Ba-Ja           | 直到倒下為止       | HKT48       | Type C        | ★  |                             |
| 53th | 2018年09月19日 | 感傷列車           | 感傷列車           |             | 全版本        | ★  | A面曲                       |
| 54th | 2018年11月28日 | NO WAY MAN         | NO WAY MAN         |             | 全版本        | ★  | A面曲                       |
| 55th | 2019年03月13日 | 回憶上心頭DAYS     | 回憶上心頭DAYS     |             | 全版本        | ★  | A面曲                       |
| 55th | 2019年03月13日 | 回憶上心頭DAYS     | 初戀之門           | 坂道AKB     | Type B        | ★  |                             |
| 56th | 2019年9月18日  | 持續愛你           | 持續愛你           |             | 全版本        | ★  | A面曲                       |
| 57th | 2020年03月18日 | 感謝失戀           | 感謝失戀           |             | 全版本        | ★  | A面曲                       |

### AKB48家族專輯CD
HKT48
|     | 發行日期       | 專輯名稱    | 參與歌曲名稱     | 名義 | 收錄於 | 備註        |
| --- | -------------- | ----------- | ---------------- | ---- | ------ | ----------- |
| 1st | 2017年12月27日 | 092         | 食指的子彈       |      | 全版本 | 主打曲      |
| 1st | 2017年12月27日 | 092         | Fan Meeting      | F24  | Type-C |             |
| 2nd | 2021年12月1日  | Outstanding | 突然 Do love me! |      | 全版本 | 主打曲      |
| 2nd | 2021年12月1日  | Outstanding | 没意思的粉雪     |      | Type B |             |
| 2nd | 2021年12月1日  | Outstanding | 我的故鄉         |      | Type-C | 作詞 獨唱曲 |

AKB48
|      | 發行日期        | 專輯名稱                     | 參與歌曲名稱             | 名義       | 收錄於          | 備註 |
| ---- | --------------- | ---------------------------- | ------------------------ | ---------- | --------------- | ---- |
| 06th | 2015年01月21日  | 這裡是羅德斯島、在這裡跳吧！ | Birth                    |            | Type-A          |      |
| 07th | 2015年011月18日 | 0與1之間                     | 從那時起我不能再專心學習 | 小蝸牛Chu! | THEATER EDITION |      |

### 數位單曲
PRODUCE 48
| 發行日期      | 單曲名稱                      | 參與歌曲名稱 | 備註             |
| ------------- | ----------------------------- | ------------ | ---------------- |
| 2018年5月10日 | PRODUCE 48 - 내꺼야 (PICK ME) | PICK ME      | 韩语及日语两版本 |

其他
| 發行日期      | 單曲名稱     | 參與歌曲名稱 | 備註   |
| ------------- | ------------ | ------------ | ------ |
| 2018年4月18日 | ALFACE SMILE | —            | [ 68 ] |

### 劇場公演曲目
| 公演名稱                             | 參與歌曲名稱    | 備註           |
| ------------------------------------ | --------------- | -------------- |
| 研究生時期                           |                 |                |
| 研究生“脑内天堂”公演                 | MARIA           |                |
| Team H時期                           |                 |                |
| Team H 2nd Stage「青春女孩」公演     | 雨中動物園      |                |
| HKT48 向日葵組「睡衣兜風」公演       | 天使的尾巴      |                |
| HKT48 向日葵組「睡衣兜風」公演       | 鏡中的聖女真德  |                |
| Team H 3rd Stage「最终钟声鸣响」公演 | 初戀小偷        | 上野遙的代演   |
| Team H 3rd Stage「最终钟声鸣响」公演 | 對不起 我的寶石 | 兒玉遙的代演   |
| Team H 3rd Stage「最终钟声鸣响」公演 | 20姊妹之歌      | 矢吹奈子的代演 |
| HKT48 向日葵組公演「正在戀愛中」公演 | 7點12分的初戀   |                |
| Team H 4th Stage「劇場的女神」公演   | 暴風雨之夜      |                |
| Team H 4th Stage「劇場的女神」公演   | 你好 我的初戀   | 田島芽瑠的代演 |
| Team H 4th Stage「劇場的女神」公演   | 來一塊糖果      | 宇井真白的代演 |
| Team H 4th Stage「劇場的女神」公演   | 男更衣室        | 坂口理子的代演 |
| Team H 4th Stage「劇場的女神」公演   | 夜風的惡作劇    | 兒玉遙的代演   |
| Team H 5th Stage“RESET”公演          | 心端的沙發      | Center         |

## 演出

### 電視劇
- 馬路須加學園0 木更津亂鬥篇（2015年11月28日，日本電視台、Hulu）：飾演 大人（オトナ）[69][70]
- AKBLove夜 戀愛工場（日语：AKBラブナイト 恋工場） 第15集「畢業」（2016年6月9日，朝日電視台）：飾演 友紀 （友情出演）[71]
- 最好的老師（2023年7月15日－9月23日，日本電視台）：飾演 渡會華[72]
- 最棒的學生～餘命1年的最後1支舞 第5集（2023年8月19日，日本電視台）：飾演 渡會華[73]
- 廚房的愛麗絲 第3集（2024年2月4日，日本電視台）：飾演 瑞穗[74][75]
- 灰姑娘情結（2024年3月1日－4月12日，毎日放送）：飾演 前園由良（主演）[76][77]
- 負責接送的澀谷哥哥 第5集（2024年4月30日，關西電視台）：飾演 澤口美華[78]
- 直到破壞了丈夫的家庭（2024年7月8日－9月30日，東京電視台）：飾演 武藤花音[79]
- 新宿野戰醫院 第8集（2024年8月21日，富士電視台）：飾演 小楓[80]
- 三年C班出軌了。（2024年10月2日－12月18日，日本電視台）：飾演 佐佐木真鈴[81]
- 御飯糰 第26集至最終集（2024年11月4日－2025年3月28日，NHK綜合台）：飾演 Rena（レナ）[82]

### 網絡劇
- 敬啟、致長大成人的你（2023年9月23日、30日，Hulu）：飾演 渡會華[83]
- 我和3年C班的班主任不倫。（2024年10月2日－30日，TVer）：飾演 佐佐木真鈴[84]
- 愛得要命（2025年3月27日－5月15日，ABEMA SPECIAL）：飾演 小泉彩葉[85][86]

### 電影
- ＃全力手球（2020年7月31日上映，AEON ENTERTAINMENT）：飾演 橋向[87][88]
- 媽媽的故鄉（2021年12月16日公開[89][90]，ABC）- 主演[91][92]
- 恐怖頻道 樹海莊（2022年1月28日上映，Mobakon）：飾演 吉岡楓（主演）[93][94]
- 聖☆哥傳 THE MOVIE〜聖人 VS 惡魔軍團〜（2024年12月20日上映，東寶）：飾演 女子戰隊・紅戰士[95]
- BLUE FIGHT～藍色青春破滅～（2025年1月31日，GAGA／YOAKE FILM） ：飾演 早川七海[96]
- ＃我来說出真相（2025年4月25日，東寶）：飾演 OL[97]

### 電視節目
- 有點心機又如何？「價值觀與戀愛觀分歧的日常劇」（2023年3月12日，朝日電視台）：飾演 May（メイ）[98]
- Love it!（2023年8月25日－，TBS電視台）- 準常規來賓[99]
- 音痴的POPS（2024年7月－，東京都會電視台）- 準常規來賓[100]
- 24小時電視47 愛能拯救地球嗎？（2024年8月31日、9月1日，日本電視台）- 熊本縣民電視台當地部分的慈善主持人[101]
- THE突破File「突破機場海關」（2025年1月2日[102]、1月9日[103]，日本電視台）：飾演 田中係員
- 田中美久のおんち酒（2025年3月31日－，BS日視）[104]

### 網絡節目
- 今天也命懸一線。（2024年7月8日－，TikTok、YouTube、Instagram）[105]

### 電視動畫
- 大人的防具店II（2021年2月5日，TOKYO MX）：聲演 莫啾啾老大[106][107]

### 廣告
- 熊本日日新聞（2014年4月－，熊本日日新聞社）[11]
- うまかっちゃん（日语：うまかっちゃん）（2014年－2015年，好侍食品）[108]
- 東芝家電介紹當地代表！新的生活方式未來（2014年12月，東芝）- 熊本縣代表[109]
- Maybelline Fit me Liquid Foundation R × MINE 合作活動（2020年7月22日－10月22日，萊雅）[110]
- 熊本縣 熊本城馬拉松2023 應援大使（2022年9月14日－）[111]

### 活動
- 超十代 - ULTRA TEENS FES - 2017＠TOKYO（日语：超十代）（2017年3月28日，幕張展覽館）[112]
- 「鷹之祭典2018」福岡軟銀鷹 vs. 北海道日本火腿鬥士 開球儀式（2018年7月9日，東京巨蛋）[113]
- 東京女孩展演
  - 第30回 Mynavi Tokyo Girls Collection 2020 SPRING／SUMMER（2020年2月29日，國立代代木競技場第一體育館）[114]
  - IDOL RUNWAY COLLECTION Supported by TGC（2023年8月7日，國立代代木競技場第二體育館）[115]
  - 麻生專門學校集團 presents TGC KUMAMOTO 2024 by TOKYO GIRLS COLLECTION（2024年4月13日，熊本產業展示場）[116]
  - 麻生専門学校集團 presents TGC KUMAMOTO 2025 by TOKYOGIRLS COLLECTION（2025年4月12日，熊本產業展示場）[117]
- 畢業 RECORD #ソツレコ 2024（2024年3月3日，京都市西京極綜合運動公園）- 特別應援大使[118][119]
- 東京養樂多燕子 vs. 東北樂天金鷲 開球儀式（2024年3月16日，明治神宮球場）[120]
- 〜超級直播盛典2024～大家一起實現夢想～（2024年11月3日，新宿住友Hall）- 主持人[121]

## 書籍

### 雜誌連載
- LOVE Berry（日语：ラブベリー）（2016年1月－、现时休刊中，德間書店）- 専属模特兒（Love Mo）[122][123]
- 月刊娛樂（德間書店）
  - 「HKT48奈子美久偵探團」（2014年5月－）- 與矢吹奈子共同連載[124]
  - 「Mikurin的孤獨美食家」（2019年2月－2020年6月）[125]
  - 「美久散步」（2020年9月30日－2023年12月28日）[126]

### 新聞連載
- 熊本TOMO（2014年4月－2018年3月，熊本日日新聞社）-「Mikurin的閃閃發光日子」[127][128]

### 寫真集
- 1/2少女（2021年9月12日，雙葉社）[129][130]
- 隨心所欲。（気ままに。；2024年9月12日，集英社）[131]

### 數位寫真集
- はじめての（2024年4月5日，Square Enix）[132][133]
- Sunny Days（2024年5月1日，PLANETS）[134][135]
- もっと、気ままに。（2024年10月14日，集英社）
- 君が輝けるとき（2024年10月15日，雙葉社）[136]
- temptation（2024年11月26日，光文社）[137][138]
- いっしょに旅して。（2024年12月6日，SQUARE ENIX）[139][140]
- きみは、うつくしい。（2024年12月9日，小學館）[141]
- MIKU TANAKA S/S（2025年1月21日，秋田書店）[142]
- MIKU TANAKA A/W（2025年1月21日，秋田書店）[142]
- MIKU TANAKA ALL SEASON BEST（2025年1月21日，秋田書店）[142]
- 美らなキミと、久々のTRIP（2025年1月24日，白泉社）[143]
- キミの街まで（2025年2月10日，集英社）[144]

### 數位寫真書
- together（2024年12月20日）[145]
- Metamorphose（2025年）[146]

### 日曆
- 田中美久 2024.4 - 2025.3 日曆（2024年3月9日，わくわく製作所）[147]
- 田中美久 2025.4 - 2026.3 日曆（2025年3月9日，わくわく製作所）[148]

## 外部連結
- 田中美久官方網站（日語）
- HKT48個人介紹頁（日語）
- 田中美久的X（前Twitter）（2017年9月12日－）（日語）
- 田中美久的Instagram帳戶（2018年9月12日－）（日語）
- 田中美久(仮)的X（前Twitter）（日語）
- HKT48_田中美久的新浪微博（日語）
- 田中美久的Google+（2014年11月3日－2019年4月2日）（日語）
- 田中美久 官方755（日語）
- 田中美久的TikTok（2020年5月22日－）（日語）
- 田中 美久（HKT48 Team KIV）的SHOWROOM專頁（日語）
- 田中美久© - LOVE berry（日语：ラブベリー）（日語）
- HKT48田中美久1st寫真集【公式】的X（前Twitter）（日語）